# SMS Straßburg
Az SMS Straßburg a Német Császári Haditengerészet harmadikként megépült Magdeburg-osztályú könnyűcirkálója – korabeli német terminológia szerint kiscirkálója – volt. Testvérhajói a Magdeburg, a Breslau és a Stralsund voltak. A Straßburgot a Kaiserliche Werft wilhelmshaveni gyárában építették meg 1910 és 1912 októbere között, szolgálatba állításakor a Nyílttengeri Flotta állományába került. Elkészültekor fő fegyverzetét 12 darab 10,5 cm űrméretű löveg és két torpedóvető cső adta, legnagyobb sebessége 27,5 csomó volt.
A cirkáló szolgálatának első évét a tengerentúlon teljesítette, majd innen visszatérve a Nyílttengeri Flotta felderítő csoportjaihoz osztották be. Az első világháború északi-tengeri frontján részt vett a helgolandi csatában 1914 augusztusában, majd a Scarborough, Hartlepool és Whitby elleni rajtaütésben az év decemberében. 1916 tavaszán a Balti-tengerre helyezték át, hogy a cári orosz haditengerészettel szemben harcoljon. Itt 1917 októberében részt vett a Rigai-öbölben végrehajtott Albion hadműveletben, ahol a König és Markgraf csatahajókat fedezte a moonsundi csata alatt. A háború utolsó heteiben visszarendelték az Északi-tengerre, hogy részt vehessen a brit Grand Fleet ellen tervezett utolsó nagy hadműveletben. A hajó legénysége részt vett a wilhelmshaveni zendülésben, ami a hadművelet meghiúsulásához vezetett.
A hajó rövid ideig még szolgálatban maradt, mielőtt Olaszországnak juttatták a békeszerződések hadizsákmányként. Olaszország 1920 júliusában kapta meg és Taranto névvel állította szolgálatba a haditengerészete. 1936-ban és 1937-ben gyarmatokon való szolgálat igényeinek megfelelően alakították át és megerősítették a légvédelmét. A második világháborúban nem vett részt jelentősebb harccselekményekben, tizenegy küldetéséből hat aknatelepítési feladat volt. Az Olaszország és az angolszász hatalmak között létrejött fegyverszünet után 1943 őszén az olaszok elsüllyesztették, hogy ne kerülhessen az országot megszálló németek kezére. A németek kiemelték, 1943 októberében bombázók süllyesztették el. A németek újfent kiemelték, de 1944 szeptemberében ismét bombázógépek áldozata lett. A háború után harmadszor is kiemelték és 1946-47-ben lebontották.

## Műszaki adatok
A Straßburg teljes hossza 138,70 m, a legnagyobb szélessége 13,50 m, merülése a hajó elején) 4,25 m volt. A normál vízkiszorítása 4564 t volt, ami teljes terheléssel 5281 tonnára nőtt. A két hajócsavarjának meghajtásáról két Marine-típusú gőzturbina gondoskodott, melyeket 25 000 le leadására terveztek, de a próbajáratok során 33 482 le elérésére is képesek voltak. A turbinákat tizenhat széntüzelésű Marine gőzkazán látta el gőzzel, ezeket később úgy módosították, hogy olajat is rá tudjanak fecskendezni az izzó szénre az égés fokozására. Ezzel a hajó legnagyobb sebessége 27,5 csomóra nőtt. Üzemanyagként 1200 t szenet és 106 t fűtőolajat tudott magával szállítani, amivel a hatótávolsága 5820 tmf volt 12 csomós sebesség mellett. A fedélzetén 354 fő teljesített szolgálatot, 18 tiszt és 336 sorállományú.
A cirkáló fő fegyverzetét 12 darab 10,5 cm űrméretű, 45 kaliberhosszúságú gyorstüzelő ágyú alkotta (10,5 cm SK L/45), melyeket külön lövegtalpakon helyeztek el a hajó két oldalán. Az első kettő a hajóorron és az utolsó kettő a taton egymás mellett kapott helyet, míg a köztük lévő 4-4 löveget a felépítmény választotta el egymástól. A lövegek a maximális 30 fokos csőemelkedéssel 12 700 m távolságra tudtak ellőni. A lőszerkamrákban összesen 1800 lövedék kapott helyet hozzájuk, így átlagban 150 jutott minden lövegre. Két vízalatti 50 cm űrméretű torpedóvető csővel rendelkeztek, melyek a hajó oldalán voltak mereven beépítve. Hozzájuk 5 darab torpedóval rendelkezett. Igény esetén szállíthatott 120 tengeri aknát is. A cirkáló rendelkezett 60 mm vastag páncélövvel a középső részén a vízvonal mentén. A parancsnoki torony oldalait 100 mm vastag páncéllemezek alkották, a páncélfedélzet vastagsága 60 mm-es volt. 1915-ben teljesen átfegyverezték, ennek során a 10,5 cm-es lövegeit hét darab 15 cm-es űrméretűre cserélték (15 cm SK L/45), ami mellé két 8,8 cm-es löveget (8,8 cm SK L/45) kapott. Két fedélzetre telepített 50 cm űrméretű torpedóvető csövet is kapott a meglévő vízalattiak mellé.

## Szolgálata

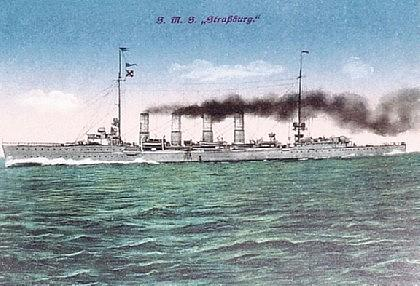
A cirkálóról készült fotó színezett képeslap változata

A Straßburgot névleg a kivonás előtt álló Condor cirkáló pótlására rendelték meg és ennek megfelelően az Ersatz Condor átmeneti nevet kapta. A gerincfektetésére 1910-ben került sor a Kaiserliche Werft wilhelmshaveni gyárában és 1911. augusztus 24-én bocsátották vízre az elkészült hajótestet. A felszerelése után a Nyílttengeri Flotta kötelékébe került 1912. október 9-én. 1913. január 6-án a Vilmos császár-csatornán összeütközött a dán Christian IX. teherhajóval és a javítások után február 23-án lett ismét szolgálatkész. Az ezt követő egy évben 1913-14-ben külhoni szolgálatot teljesített. 1913. április 6. és szeptember 23. között a Dresden könnyűcirkálóval együtt a Földközi-tengeri Divízióhoz osztották be. A két hajó április 13-án érkezett meg Valletta kikötőjébe. A Straßburg innen Alexandretta felé hajózott tovább, majd májusban Konstantinápolyba érkezett. Áprilisban a divízió zászlóshajóját, a Goebent kísérte Velencébe, Polába és Nápolyba. Ezután még egyszer az Égei-tengerre és Alexandrettába hajózott, ahonnan 1913. szeptember 9-én kezdte meg hazaútját és szeptember 23-án érkezett meg Kielbe a Dresdennel együtt.

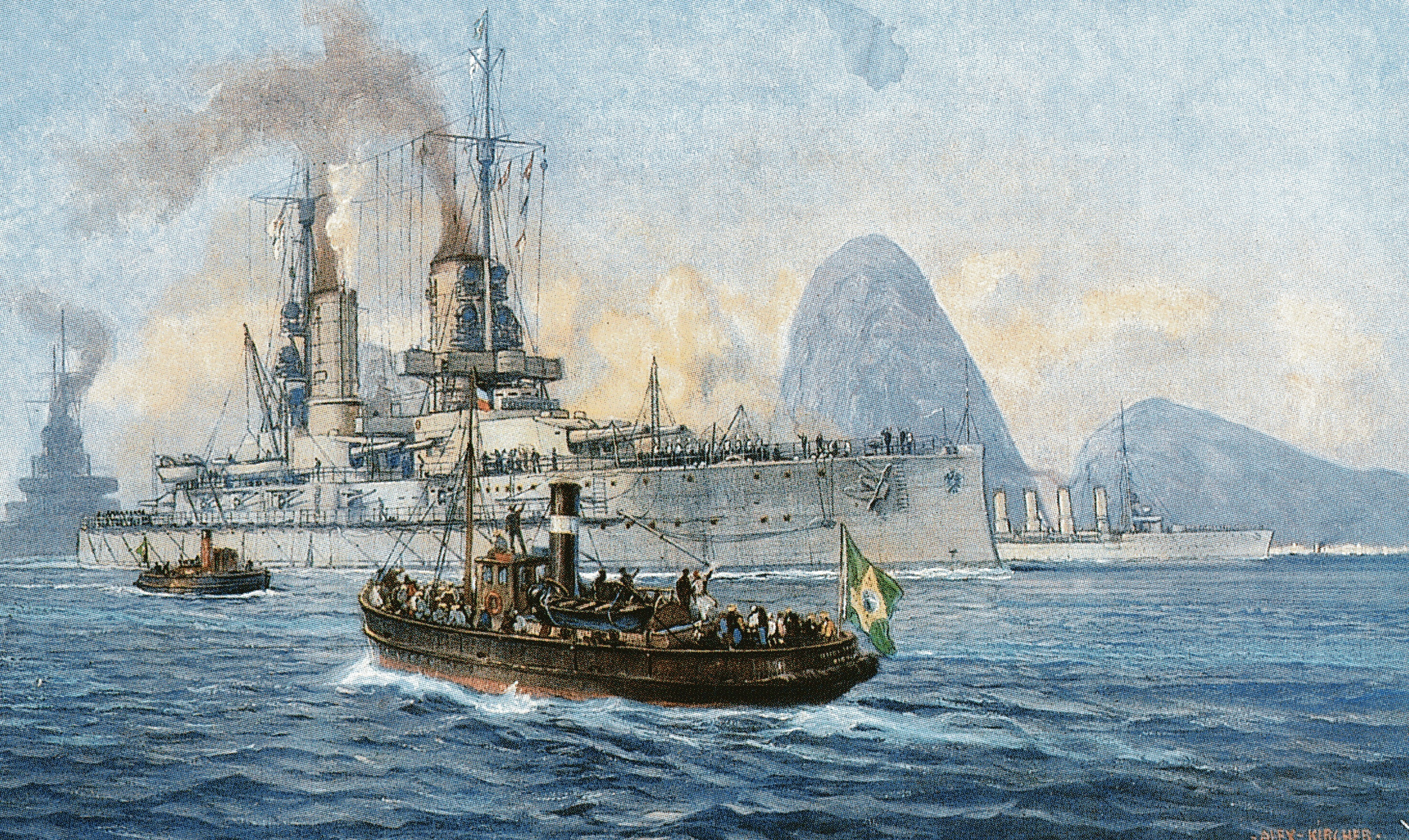
A „detasált divízió” Rio de Janeiróban – jobbra a háttérben a Straßburggal (Alexander Kircher alkotása)

A Straßburgot választották ki arra a feladatra, hogy elkísérje a Kaiser és a König Albert modern csatahajókat az Afrikába és Dél-Amerikába vezető hosszú tesztútjukon, aminek célja az volt, hogy tesztelhessék a csatahajók új turbinameghajtásának megbízhatóságát. A három hajóból egy „kikülönített divíziót” (Detachierte Division) hoztak létre Hubert von Rabeur-Paschwitz ellentengernagy vezetésével és ez 1913. december 9-én hagyta el Németországot a nyugat-afrikai gyarmatok irányába. A hajóraj Togóban (december 29-31.) felkereste Lomét, Doualát és Victoriát Kamerunban (január 2-25., ahol a Panther és Eber ágyúnaszádokkal találkoztak) illetve Swakopmundot Német Délnyugat-Afrika területén (január 21-28.). Afrika partjaitól Szent Ilona szigetéhez hajóztak tovább, majd onnan Rio de Janeiro felé vették az irányt, ahova 1914. február 15-én érkeztek meg. A Straßburg a Mar del Plata kikötőjében maradó csatahajóktól elszakadva felkereste Buenos Airest a divízió parancsnokával a fedélzetén, majd az argentin fővárost elhagyva az uruguayi Montevideo kikötőjében csatlakozott ismét a nagyobb társaihoz. A három hajó délnek vette az irányt és a Horn-fokot megkerülve a chilei Valparaíso kikötőjébe érkeztek április 2-án, ahol több mint egy hetet töltöttek el.
Április 11-én indult vissza a kötelék Németországba újfent a Horn-fokot megkerülve. Eközben számos újabb városba tettek látogatást, többek között felkeresték az argentin Bahía Blanca kikötőjét is. A Straßburg Santosnál kivált a divízióból és az Amerikai Állomáshely támogatására a Karib-tenger felé vette az útját, ahol az állomáshajóként jelenlévő Dresdent főként a Mexikóban tapasztalható polgárháborús helyzet erősen leterhelte. A Straßburg feladata az volt, hogy a Dominikai Köztársaság zavargásai közepette védelmezze a német érdekeket. Puerta Plata kikötőjéhez június 2-án érkezett meg, ahol az USA haditengerészete már egy-egy csatahajóval, páncélos cirkálóval és ágyúnaszáddal jelen volt. A német cirkáló el tudta érni, hogy a HAPAG gőzösei ott ismét árut vehessenek a fedélzetükre. A készleteinek Kingstonban való kiegészítése után visszatért Santo Domingo elé. Július 4-én találkozott az állomáshelyre a Dresden leváltására érkezett Karlsruhéval.
1914. július 20-án Sankt Thomasból indult útnak a hazai vizekre. Közben megállt az Azori-szigeteken lévő Horta kikötőjében, a La Manche-on a legnagyobb sebességével és időnként teljesen elsötétítve haladt át. Az Azori-szigetekre való megérkezése óta a britek számoltak azzal a lehetőséggel, hogy innen a Földközi-tenger felé veszi az irányt, hogy a Földközi-tengeri Divíziót erősítse. Wilhelmshavenbe épp a német mozgósítás elrendelésének napján, augusztus 1-én érkezett meg. A csatahajók Madeira érintésével már június 17-én visszatértek Németországba.

### Első világháború
Az első világháború kitörése után nem sokkal, augusztus 16-án a Straßburg a Stralsund könnyűcirkálóval közösen előretörést hajtott végre a Hoofden irányába brit felderítő egységek után kutatva, melynek során összefutottak 16 brit rombolóval és egy velük lévő könnyűcirkálóval. A két kötelék mindössze 10 km távolságra került egymástól, de a jelentős túlerő miatt a két német hajó a kontaktus megszakítása mellett döntött és visszatért a bázisára.
Két héttel később, augusztus 28-án részt vett a helgolandi csatában, ami a briteknek a német járőrvonalak ellen intézett rajtaütésszerű támadásából alakult ki. A Straßburg futott ki elsőként a német cirkálók közül a Német-öböl védelmét ellátó, Leberecht Maaß ellentengernagy vezette felderítő erők támogatására. 11:00 körül botlott bele a britek jelentős sérüléseket elszenvedett Arethusa nevű könnyűcirkálójába, melyet előzőleg a Stettin és a Frauenlob tüze rongált meg. A Straßburg is támadásra indult ellene, de a britek 1. rombolóflottillájának közbelépése meghátrálásra kényszerítette. A ködös időben szem elől veszítette a brit hajókat és csak 13:10 után tudta meghatározni a helyzetüket az ágyúik hangja alapján, mikor azok a Mainz könnyűcirkálót vették tűz alá. A Cölnnel együtt súlyosan megrongált három brit rombolót, a Laertest, a Laurelt és a Libertyt, mielőtt ismét kitérni kényszerült. Röviddel ezután közbeléptek a brit csatacirkálók is, melyek elsüllyesztették az Ariadne cirkálót és Maaß zászlóshajóját, a Cölnt. Az egy találatot elszenvedő Straßburg a többi megmaradt könnyűcirkálóval együtt a nagy ködöt kihasználva szakadt el az ellenségtől, majd csatlakoztak az I. felderítőcsoport helyszínre érkező csatacirkálóihoz. A britek által már elhagyott csatamezőre visszatérve segédkezett az Ariadne túlélőinek kimentésében.
Az 1914. november 3-ai yarmouthi rajtaütés alkalmával harcérintkezésbe került a britek Halcyon nevű ágyúnaszádjával. A brit hajót csak szilánkok érték és egy halottat veszített. Részt vett a Scarborough, Hartlepool és Whitby elleni rajtaütésben december 15-16-án, melynek során a csatacirkálók előtt haladt felderítést végezve számukra. A parti célpontok lövetése után a németek megkezdték a visszavonulást, miközben az elfogásukra küldött brit erők már a közelükbe értek. A Straßburg és másik két könnyűcirkáló valamint két rombolóflottilla két brit hajóraj közé került, de a nagy ködben 4 km alá csökkent látótávolság miatt csak a Stralsundot észlelte az ellenség rövid időre. A rossz időnek köszönhetően a németek sikeresen vissza tudtak vonulni.
1915. július 14. és október 18. között a hajógyárban állt, ahol ekkor 15 cm-es lövegekre fegyverezték át és kapott további két 50 cm-es torpedóvető csövet, melyeket a fedélzetére telepítettek. Ezután a II. felderítőcsoport kötelékében több bevetésen és portyázásban vett részt az Északi-tengeren.
1916. március 18-án a II. felderítőcsoportot IV. felderítőcsoportra nevezték át és az alakulatot áthelyezték a Balti-tengerre. Emiatt az év májusában vívott skagerraki csatában nem vett részt. A Balti-tengeren főként aknatelepítési hadműveletekben vett részt, melyek közül némelyikre a Finn-öbölben került sor. 1917-ben őszén részt vett az Albion hadműveletben, a Rigai-öbölben az oroszok ellen végrehajtott nagyszabású partraszálló vállalkozásban. 1917. október 14-én 06:00 körül a Straßburg a Kolberg és az Augsburg könnyűcirkálókkal közösen futott ki Libauból, hogy biztosítsa a Rigai-öbölbe behatoló aknakereső hajókat. Út közben 305 mm-es orosz partvédelmi lövegek tüzébe kerültek, ami miatt átmenetileg meg kellett szakítaniuk a küldetést. 08:45-re lehorgonyoztak a Mikajlovszk-homokpadnál és az aknakeresők hozzáláttak egy sáv megtisztításának az aknamezőn. Két nappal később a Straßburg a Kolberggel csatlakozott a Rigai-öbölbe behatoló König és a Kronprinz csatahajókhoz. Az ebből kialakuló moonsundi csata során megsemmisítették az oroszok Szlava nevű pre-dreadnought csatahajóját, egy másik pre-dreadnoughtot, a Grazsdanint pedig az öböl elhagyására kényszerítették. Október 21-én a Straßburgot és a Markgraf csatahajót azzal a feladattal bízták meg, hogy intézzenek támadást a Kyno-sziget ellen. A két hajó bombázta a szigetet, a Straßburg eközben 55 lövést adott le Salismünde kikötőjére. Október 31-én a Straßburg fedélzetén érkezett az elfoglalt szigetek első katonai kormányzója Libauból Arensburgba.
A Straßburg 1918. január 10-én érkezett vissza az Északi-tengerre. Itt április 23-25. között került sor a Nyílttengeri Flotta utolsó előretörésére, amivel egy Skócia és Norvégia között haladó konvojon és kíséretén próbáltak rajtaütni. Április 24-én 06:10-kor azonban a Moltke csatacirkáló turbinái megrongálódtak, amitől az átmenetileg haladásra képtelenné vált. A Straßburg érkezett elsőként a bajba került hajóhoz, amit 10:38-kor sikerült vontatókötélre vennie, de a vontatáshoz használt kábel hamar elszakadt. Röviddel ezután a flotta zöme is a helyszínre érkezett és az Oldenburg csatahajónak sikerült vontába vennie a sérült csatacirkálót. Eleinte a Straßburg látta el a biztosításukat míg további biztosító hajók be nem érkeztek.
Május és június folyamán aknatelepítési műveletekben vett részt. 1918 augusztusában a IV. felderítőcsoporttal a Zárkő hadműveletben való részvételre jelölték ki, amihez augusztus 18-án érkezett meg Libauba testvérhajójával, a Stralsunddal. A Finn-öbölben Helsinki és Tallinn között volt bevetésen, ahonnan október 1-én érkezett vissza az Északi-tengerre. 
1918 októberében a Straßburgot a IV. felderítőcsoporthoz osztották be, melynek a Nyílttengeri Flotta részeként részt kellett volna vennie a hónap végére az angol partok közelébe tervezett hadműveletben. Reinhard Scheer és Franz von Hipper tengernagyok ezzel a támadással a lehető legnagyobb kárt akarták okozni a brit haditengerészetnek, hogy ezzel is javítsák Németország pozícióit a béketárgyalásokon. Október 27-én reggel, pár nappal a hadművelet megkezdése előtt a Straßburg géptermeiből 45 fő távozott engedély nélkül a partra és vegyült el Wilhelmshavenben. A szolgálatmegtagadókat felhajtották és visszavitték a hajóra, ezt követően a IV. felderítőcsoportot áthelyezték Cuxhavenbe. Itt a csoport mind a hat cirkálóján voltak olyanok, akik megtagadták a szolgálatot a háború elleni tiltakozásul és egyben támogatva Miksa badeni herceg által felvetett fegyverszünet ötletét. 1918. október 29-ének reggelén érkezett a parancs, hogy másnap ki kell futnia az egységnek Wilhelmshavenből. Az éjszaka folyamán előbb a Thüringen csatahajón, majd több más csatahajón is zendülésbe kezdtek a tengerészek, ami végül a tervezett hadművelet lefújására kényszerítette Scheert és Hippert. November elején a Straßburg a Brummerrel Saßnitzba hajózott át. Itt a Straßburg parancsnoka átvette a kikötő haditengerészeti egységei feletti parancsnokságot és tengerésztanács felállítását kezdeményezte, mely segíthette az itteni erők ellenőrzését. Később Stettinbe helyezték át, ahol lefegyverezték.
A háború után a Straßburg rövid ideig az átszervezett új német haditengerészetnél, a Reichsmarine kötelékében szolgált 1919-ben. 1919. március 24-én ismét teljes legénységgel a Balti-tenger aknakereső alakulatainak a vezérhajója lett, a rákövetkező évben a balti-tengeri haderők második tengernagyának a zászlóshajója volt. 1920. június 4-én vonták ki a szolgálatból és július 20-án "O" kárpótlási hajó megjelöléssel átadták Franciaországnak. A Cherbourgba irányított cirkálót végül Olaszország kapta meg. 

### Olasz szolgálatban
A Cherbourgba irányított cirkálót végül Olaszország kapta meg. Az Olasz Királyi Haditengerészet (Regia Marina) 1925. június 2-án vette fel állományába, a nevét ekkor Tarantóra változtatták és felderítő (esploratore) típusúként osztályozták be. A két 8,8 cm űrméretű légvédelmi lövegét két olasz gyártmányú 3 hüvelykes (L/40) légvédelmi lövegre cserélték le. A felső (orron lévő) 15 cm-es lövegét a hajó közepére helyezték át, de 1926-ban ezt visszahelyezték eredeti pozíciójába, hogy helyet adhassanak egy felderítőként használható Macchi M.7 hidroplánnak.
1926 májusától 1927 januárjáig a Vörös-tengeren teljesített szolgálatot, ahol Olasz Kelet-Afrika partjai előtt járőrözött az ottani olasz gyarmati flottilla zászlóshajójaként. 1926 májusában 120 fős kontingenst tett partra a szomáliai Bender Kassimnál a felkelők elleni harc támogatására. A települést a tengerészei 27 napon át tartották megszállva. 1929. július 19-én átminősítették cirkálóvá és csatlakozott a két másik Németországtól elkobzott olasz cirkálóhoz, az Anconához és a Barihoz, valamint a szintén német építésű Premuda torpedónaszádhoz, melyek együtt alkották ezután a La Speziában honos 1. hajóraj felderítő-divízióját. 1931-ben az M.7 repülőgépét egy CANT 25AR típusúra cserélték. 1935-1936-ban ismét Kelet-Afrika partjaihoz hajózott. Olaszországba való visszatérése után átépítették, eltávolították a két első kazánját és a hozzájuk tartozó kéményt. Ezzel a hajtóműveinek teljesítménye 13 000 le-re, a sebessége 21 csomóra csökkent, de a második világháború idején már csak 18 csomós sebesség elérésére volt képes. Nyolc darab 20 mm-es (L/65) és tíz darab Breda géppuskával erősítették meg a légvédelmét.
A második világháborúban 11 küldetést teljesített, ebből hat volt aknatelepítési feladat. 1940 elején a Barletta segédcirkálóval, a Vieste aknarakóval valamint a Carlo Mirabello és Augusto Riboty rombolókkal több aknamezőt telepített Taranto kikötőjében és az Adriai-tenger déli részén összesen 2335 akna felhasználásával. Ezt követően a másik még szolgálatban lévő német eredetű hadihajóval, a Barival együtt áthelyezték a Különleges Haditengerészeti Erők (Forza Navale Speciale) állományába, melynek a Görögország elleni hadjárat során Korfu szigetének megszállása volt a feladata, de ezt a hadműveletet végül lefújták. Ennek az alakulatnak a tervek szerint részt kellett vennie 1942-ben a Málta szigete elleni partraszálló hadműveletben, de ennek végrehajtására sem került sor.
A hajót február 26-án Livornóba helyezték át és kiképzőhajóvá minősítették át. December folyamán La Speziában kivonták a szolgálatból és 1943. szeptember 9-én, egy nappal az angolszász hatalmakkal kötött fegyverszünet után elsüllyesztették, hogy ne kerülhessen az Olaszországot ezután gyors ütemben megszálló németek kezére. A németek kiemelték az elsüllyesztett hajót, de október 23-án egy légitámadásban ismét elsüllyedt. A németek másodszor is kiemelték, majd 1944. szeptember 23-án egy újabb légitámadás újfent elsüllyesztette La Spezia külső révjén, ahova a németek azért vontatták, hogy a La Spezia-öböl egyik bejáratát zárják le vele. A cirkálót a háború után kiemelték és 1946-1947-ben lebontották.

## Német parancsnokok
| 1912. október 1. – 1912. december 7.    | Wilhelm Tägert fregattkapitány                    |
| 1912. december – 1913. november         | Wilhelm Paschen fregattkapitány                   |
| 1913. november 26. – 1915. december 14. | Heinrich Retzmann fregattkapitány/sorhajókapitány |
| 1915. december – 1917. szeptember       | Hans Carl von Schlick fregattkapitány             |
| 1917. szeptember–november               | Hans Quaet-Faslem fregattkapitány                 |
| 1917. november                          | Hans Carl von Schlick fregattkapitány             |
| 1917. november – 1918. május            | Paul Reichardt fregattkapitány                    |
| 1918. május–december                    | Fritz-Müller Palm fregattkapitány                 |
| 1919. március                           | Botho Schepke sorhajóhadnagy                      |
| 1919. március–április                   | Max Hagedorn fregattkapitány                      |
| 1919. április – 1920. június            | Waldemar Kophamel korvettkapitány                 |
| 1918. szeptember–december               | Bernhard Bobsien korvettkapitány                  |

## Fordítás
- Ez a szócikk részben vagy egészben  a   SMS Straßburg című német Wikipédia-szócikk ezen változatának fordításán alapul.  Az eredeti cikk szerkesztőit annak laptörténete sorolja fel. Ez a jelzés csupán a megfogalmazás eredetét és a szerzői jogokat jelzi, nem szolgál a cikkben szereplő információk forrásmegjelöléseként.
- Ez a szócikk részben vagy egészben  a   SMS Strassburg című angol Wikipédia-szócikk ezen változatának fordításán alapul.  Az eredeti cikk szerkesztőit annak laptörténete sorolja fel. Ez a jelzés csupán a megfogalmazás eredetét és a szerzői jogokat jelzi, nem szolgál a cikkben szereplő információk forrásmegjelöléseként.

## Kapcsolódó olvasmányok
- Spoils of War: The Fate of Enemy Fleets after the Two World Wars. Barnsley: Seaforth Publishing (2020). ISBN 978-1-5267-4198-1
- The Kaiser's Cruisers 1871–1918. Annapolis: Naval Institute Press (2021). ISBN 978-1-68247-745-8

## Linkek
- Klaus Kuhl: Bericht Louis Streichert und Kommentar zur Broschüre des I. Offiziers, Korvettenkapitän Eduard Weddigen, 2021. (Hozzáférés: 2023. szeptember 15.) Interjú 1975-ből a cirkáló egyik fűtőjével az 1918 őszi eseményekről.
- Taranto. (Hozzáférés: 2023. szeptember 15.) Információk az olasz szolgálatban álló Taranto hadihajóról a Marina Militare honlapján